# Krystian Probierz
Krystian Karol Probierz (ur. 24 grudnia 1950 w Chorzowie) – polski geolog i nauczyciel akademicki, profesor nauk technicznych, w latach 2002–2008 dziekan Wydziału Górnictwa i Geologii Politechniki Śląskiej, senator IX kadencji.

## Życiorys
Ukończył studia na Wydziale Geologiczno-Poszukiwawczym Akademii Górniczo-Hutniczej w Krakowie. Stopień doktora uzyskał w 1982 na Wydziale Górniczym Politechniki Śląskiej. Habilitował się w tej samej jednostce w 1990 na podstawie rozprawy zatytułowanej Wpływ metamorfizmu termalnego na stopień uwęglenia i skład petrograficzny pokładów węgla w obszarze Jastrzębia. W 2004 otrzymał tytuł naukowy profesora. W pracy naukowej specjalizuje się w zagadnieniach z zakresu geologii i petrografii węgla, geologii kopalnianej, geologii środowiska oraz geologii złóż.
Zawodowo związany z Politechniką Śląską, na której doszedł do stanowiska profesora. W latach 1991–2006 był kierownikiem Zakładu Geologii, Hydrogeologii i Geologii Inżynierskiej. Następnie do 2013 pełnił funkcję kierownika Zakładu Geologii i Geofizyki Złóż Węgla, jednocześnie będąc dyrektorem Instytutu Geologii Stosowanej. W 2013 objął stanowisko kierownika Zakładu Geologii Złóż Węgla i Gospodarki Surowcami Mineralnymi. W latach 1990–1993 i 1996–2002 był prodziekanem Wydziału Górnictwa i Geologii, w okresie od 2002 do 2008 przez dwie kadencje zajmował stanowisko dziekana tego wydziału.
Pracował także w Instytucie Chemicznej Przeróbki Węgla. Powoływany w skład rady naukowej Głównego Instytutu Górnictwa, Komitetu Górnictwa oraz Komitetu Zrównoważonej Gospodarki Surowcami Mineralnymi Polskiej Akademii Nauk, a także na przewodniczącego Komisji Nauk Geologicznych PAN.
W 2015 uzyskał mandat senatorski w okręgu nr 70 z ramienia Prawa i Sprawiedliwości, otrzymując 61 271 głosów. W 2019 nie został wybrany na kolejną kadencję.

## Odznaczenia
Odznaczony Krzyżem Kawalerskim Orderu Odrodzenia Polski (2008) oraz Srebrnym (1995) i Złotym (2000) Krzyżem Zasługi.